# Amiret Hajjaj
Pour les articles homonymes, voir Hajjaj.
Amiret Hajjaj  (arabe : عميرة الحجاج) est une ville tunisienne située dans le gouvernorat de Monastir.
Elle constitue une municipalité comptant 8 121 habitants en 2014 et elle dépend administrativement de la délégation de Moknine.